# 阿特马利克
阿特马利克（Athmallik），是印度奥里萨邦Anugul县的一个城镇。总人口11383（2001年）。

## 人口
该地2001年总人口11383人，其中男性5863人，女性5520人；0—6岁人口1501人，其中男783人，女718人；识字率64.70%，其中男性为74.40%，女性为54.40%。